# Cimitero del Congresso
Il cimitero del Congresso (in inglese: Congressional Cemetery o Washington Parish Burial Ground) è un cimitero storico di Washington ancora attivo sulla riva occidentale del fiume Anacostia. È l'unico "cimitero della memoria nazionale" americano fondato prima della guerra civile americana. Più di 65.000 persone sono sepolte o inumate nel cimitero, tra cui molti che hanno contribuito a formare la nazione e la città di Washington nel XIX secolo.
Anche se il cimitero è di proprietà privata, il governo degli Stati Uniti possiede 806 appezzamenti di sepoltura amministrati dal Dipartimento degli affari dei veterani degli Stati Uniti d'America. Il Congresso statunitense, che si trova circa 2,4 km a nord-ovest, ha fortemente influenzato la storia del cimitero. Il cimitero vende ancora terreni ed è un luogo di sepoltura attivo. Dalla metropolitana di Washington, il cimitero si trova a tre isolati a est della stazione di Potomac Avenue e a due isolati a sud della stazione di Stadium-Armory.
Molti membri del Congresso degli Stati Uniti, che sono morti mentre il Congresso era in seduta, sono sepolti al cimitero del Congresso. Altre sepolture sono dei primi proprietari terrieri e speculatori, i costruttori e gli architetti della giovane Washington, diplomatici nativi americani, sindaci di Washington e veterani della guerra civile. Al cimitero vi sono anche loculi e tombe di famiglie ottocentesche di Washington non affiliate col governo federale.
In tutto vi sono un vicepresidente statunitense, un giudice della Corte suprema, 6 deputati del Gabinetto, 19 senatori e 71 rappresentanti (incluso un ex-presidente della Camera) sepolti lì, così come i veterani di ogni guerra americana e il primo direttore dell'FBI, John Edgar Hoover. Il cimitero è stato inserito nel Registro nazionale dei luoghi storici il 23 giugno 1969 e designato come Monumento storico nazionale nel 2011.
Il cimitero di recente a luglio 2012 si è munito dei codici QRpedia per attrarre più visitatori al fine di far conoscere tutte le personalità più importanti lì sepolte.

## Storia

### Fondazione
Il Cimitero del Congresso fu fondato nel 1807 da privati cittadini associati con Christ Church su un appezzamento di 4,5 acri e successivamente venne donato alla Christ Church, che gli diede il suo nome ufficiale Washington Parish Burial Ground. Per il 1817 i siti di sepoltura furono messi da parte per legislatori governativi e funzionari; questo include cenotafi per molti legislatori sepolti altrove. 

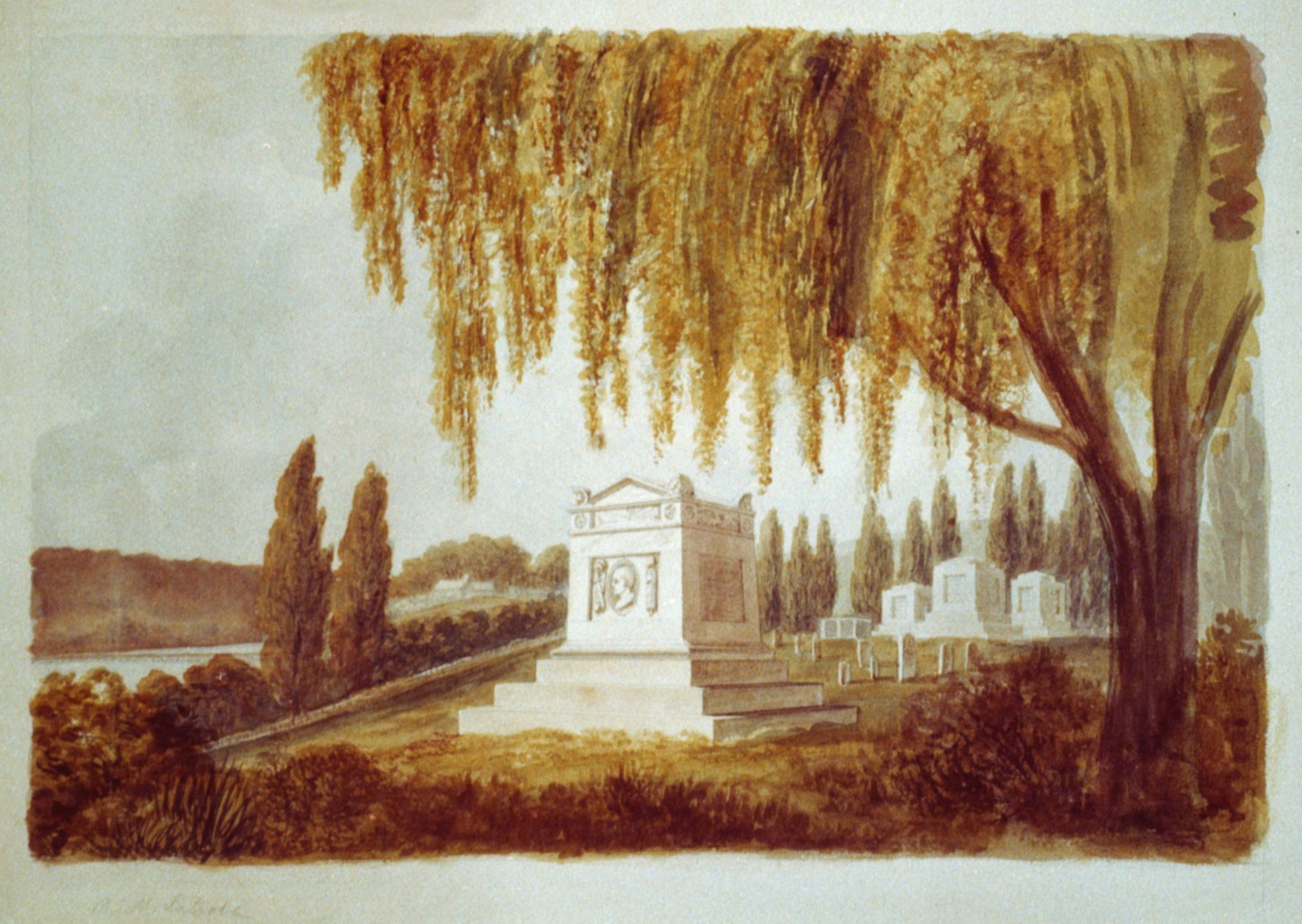
Disegno architettonico del monumento del vicepresidente George Clinton di Benjamin Latrobe, 1812. Clinton fu successivamente reinterrato a New York. I monumenti a destra hanno la forma dei cenotafi Latrobe.

Dal 1823 al 1876 il Congresso degli Stati Uniti finanziò l'espansione, il rialzo e la manutenzione del cimitero, che però non diventò mai un'istituzione federale. Gli stanziamenti hanno finanziato una strada sterrata dal Campidoglio al cimitero, la pavimentazione all'interno del cimitero, la volta pubblica, la recinzione e la portineria, così come i funerali dei membri del Congresso e i cenotafi.  Durante la prima parte di questo periodo, le tombe furono disposte secondo uno schema a reticolato in un'estensione del reticolato delL'Enfant Plan per Washington, e sul terreno furono realizzati pochi o nessun paesaggio o piantagioni. Il reticolato sopravvive fino ad oggi ed è stato ampliato con l'ampliamento del cimitero.

### Espansione
A partire dalla fine degli anni Quaranta dell'Ottocento, il cimitero fu influenzato dal concetto del cimitero rurale, nel quale le tombe venivano collocate in un contesto paesaggistico dove elementi architettonici e naturali coesistono. Per implementare questa nuova visione, il cimitero doveva però espandersi.
Tra il 1849 e il 1869 il cimitero si espanse in un'area di 35,75 acri. Il cimitero originale si trovava nel blocco 1115 su E Street tra la 18ª e la 19ª strada sud-est nel 1808.  Nel 1849 raddoppiò le dimensioni acquisendo il blocco a sud, il 1116. Nel 1853 si espanse ad est sui blocchi 1130, 1148 e 1149 tra le strade F e G sud-est. Nel 1853–53, il cimitero si espanse a ovest acquisendo il blocco 1104, tra la 17th Street e la 18th Streets Southeast. Nel 1858, il cimitero acquisì il blocco 1105 e la Reservation 13. Nel 1859 aggiunse i blocchi 1105 e 1123. Infine, il cimitero raggiunse la sua attuale estensione di 35,75 acri crescendo a sud fino alla Water Street Southeast con i blocchi 1106 e 1117 nel 1869.

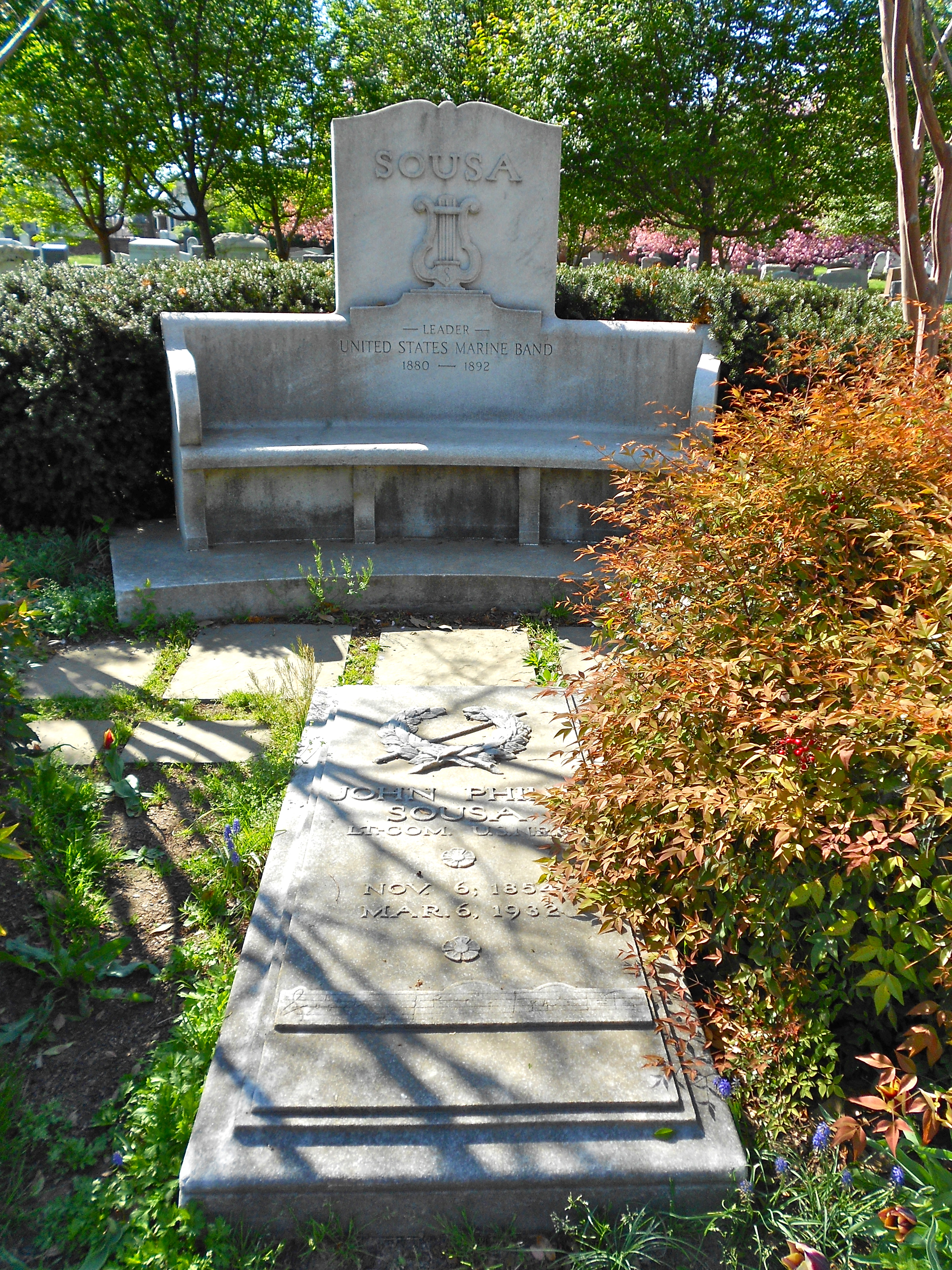
Tomba di John Philip Sousa

Alla fine il terreno a sud del cimitero è stato trasferito al National Park Service sebbene la strada di accesso al parcheggio dello stadio RFK sia amministrata dalla DC Sports and Entertainment Commission.  Negli anni '50, sembrava che l'angolo sud-est del cimitero sarebbe diventato una parte del diritto di passaggio per la Southeast-Southwest Freeway. Tuttavia, un lungo contenzioso ambientale ha interrotto la costruzione del Pennsylvania Avenue, con il vicolo cieco dell'autostrada collegato da una strada temporanea al parcheggio RFK e alla 17th Street Southeast all'angolo sud-ovest del cimitero.

## Monumenti e strutture

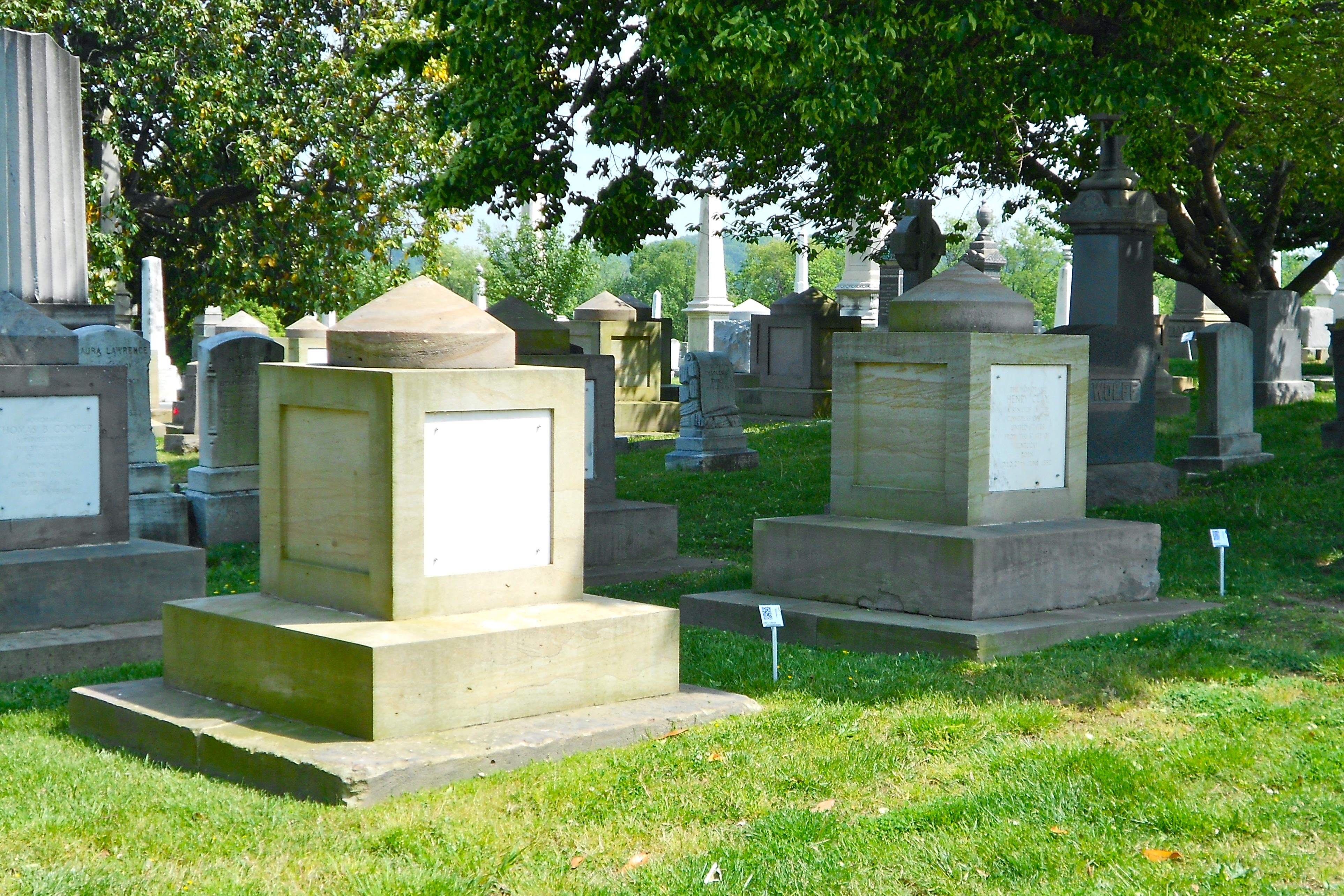
Cenotafi dei Senatore John C. Calhoun (a sinistra) e Henry Clay

Il Cimitero del Congresso è un National Historic Landmark Historic District con 9 strutture contribuenti e 186 oggetti contribuenti costruiti dal 1817 al 1876. Le strutture e gli oggetti successivi sono considerati "non contribuenti" anche se sono significativi nell'aspetto attuale del cimitero.

### Cenotafi
Dei 186 oggetti contribuenti, 168 sono cenotafi del Congresso quasi identici, che si ritiene siano stati progettati da Benjamin Latrobe. Come usato al Cimitero del Congresso, il termine "cenotafio" comprende non solo i monumenti a quelli sepolti altrove, ma anche i monumenti di Latrobe che segnano le vere tombe di rappresentanti e senatori. Alcuni membri del Congresso sono sepolti sotto un cenotafio, altri sono sepolti in un'area diversa del cimitero e per alcuni di essi la lapide è un vero cenotafio. James Gillespie (1747–1805), reinterrato nel 1892, ha una tomba ed un cenotafio separato.
Un cenotafio è stato eretto per ogni membro del Congresso morto in carica dal 1833 al 1876. Il primo era per il Rep. James Lent. Dopo che il Congresso ha stanziato fondi e il suo monumento è stato ordinato, la sua famiglia ha reinterrato il corpo a New York. Il Congresso eresse comunque il monumento nel 1839, stabilendo così la tradizione di erigere cenotafi.

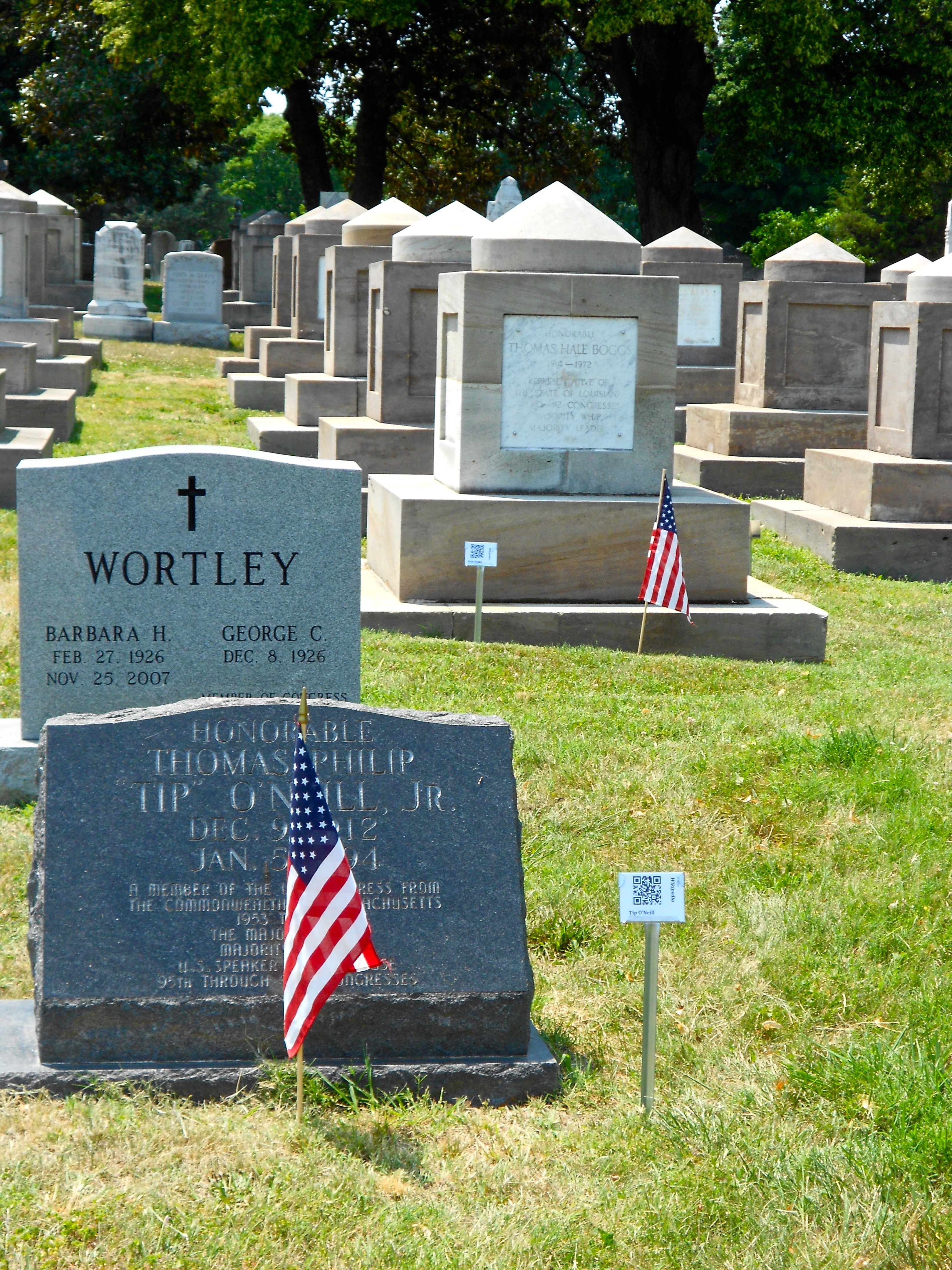
Cenotafi di Tip O'Neill (anteriore, con bandiera) e Hale Boggs (posteriore, con bandiera).

I cenotafi sono costruiti con arenaria dell'Aquia, così come la Casa Bianca e il Campidoglio, e sono stati anch'essi dipinti di bianco, formando un collegamento visivo con questi vicini simboli del governo federale e in contrasto con le lapidi circostanti. Nella parte più antica del cimitero sono raggruppati in file e dominano il paesaggio.
Dopo la Guerra Civile pochissimi membri del Congresso furono sepolti nel cimitero, poiché i loro corpi venivano comunemente spediti nei loro stati d'origine o sepolti nei nuovi cimiteri nazionali come il Cimitero nazionale di Arlington. I cenotafi furono sospesi nel 1876 dopo che il senatore del Massachusetts George Frisbie Hoar affermò che "il pensiero di essere sepolto sotto una di quelle atrocità ha portato nuovo terrore nella morte."
William Thornton, che lavorò come Architect of the Capitol prima di Latrobe, è l'unica persona insignita di un cenotafio a non essere stato un membro del Congresso. L'ex presidente della Camera Tip O'Neill fu onorato con un cenotafio nel 1994, sebbene esso non sia nello stile dei cenotafi di Latrobe. Hale Boggs e Nicholas Begich, i cui corpi non sono mai stati ritrovati in seguito alla misteriosa scomparsa dell'aereo su cui stavano viaggiando, condividono un cenotafio. Questi sono gli unici cenotafi eretti dal 1876.

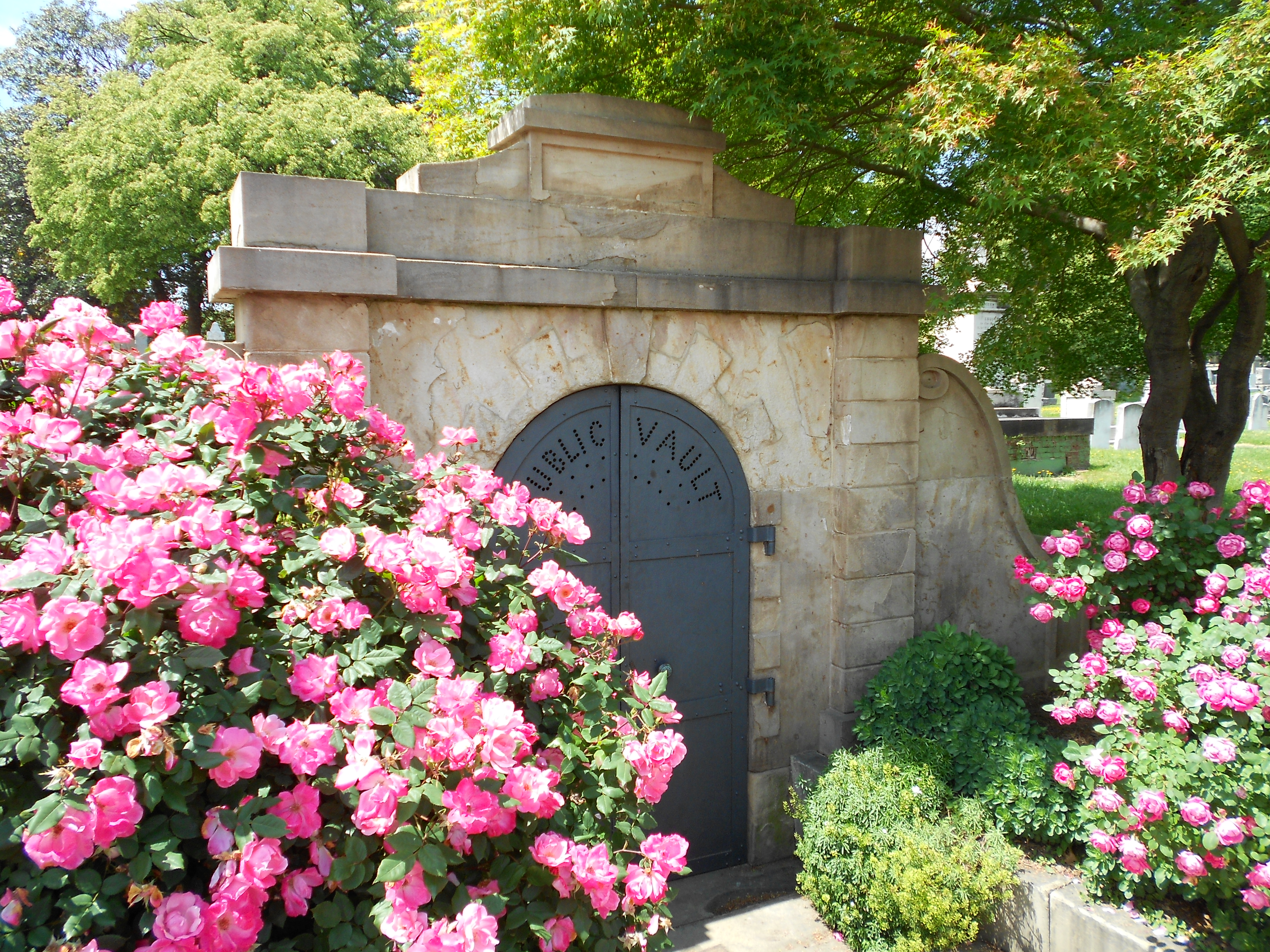
La Volta Pubblica

### Volta Pubblica

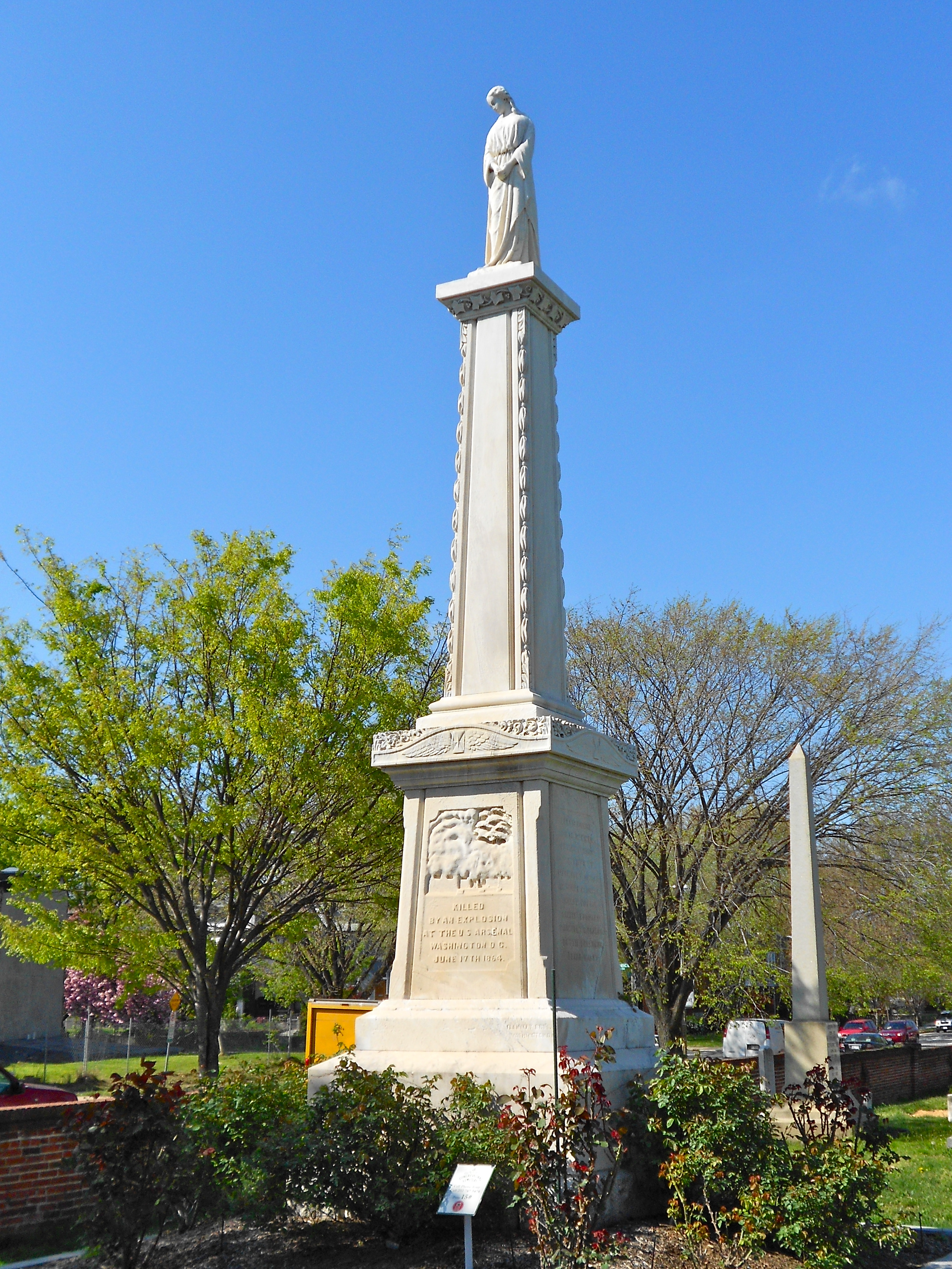
Arsenal Disaster Monument

La Volta Pubblica è una prima struttura revival classica costruita nel 1832–34 con fondi federali per conservare i corpi dei funzionari governativi prima della sepoltura.

### Arsenal Disaster Monument
Nel 1864 un'esplosione nel vicino Arsenale di Washington uccise una donna supervisore e 20 ragazze adolescenti, la maggior parte delle quali irlandesi, che lavoravano confezionando esplosivi e cartucce. Il presidente Lincoln guidò il corteo funebre al cimitero e partecipò alle cerimonie di sepoltura.  Successivamente fu eretto un monumento sulle tombe di 16 vittime.  Una scultura di una giovane donna in lutto si trova in cima alla colonna di marmo del monumento.  L'artista locale, Lot Flannery della Flannery Brothers Marble Manufacturers, ha scolpito il monumento.

## Grandi funerali
Diversi funerali importanti a livello nazionale o comunque notevoli si sono svolti al Cimitero del Congresso. Questi funerali prevedevano lunghe processioni formali che iniziavano alla Casa Bianca o al Campidoglio, si spostavano lungo Pennsylvania Avenue fino a E Street SE, e da lì al cimitero. Parti di questa strada sono state finanziate appositamente dal Congresso per facilitare queste processioni. La forma e il protocollo di questi funerali costituirono la base per i successivi funerali di stato degli Stati Uniti, compresi quelli dei presidenti Abraham Lincoln e John F. Kennedy.
Questi funerali includono quelli tenuti in onore di:
- George Clinton, vicepresidente, funerale tenutosi il 22 aprile 1812.  Il corteo includeva il presidente James Madison, gli ufficiali e i membri di entrambe le camere del Congresso.[13]
- Jacob Jennings Brown, Comandante generale dell'esercito statunitense ed eroe della Guerra del 1812, funerale tenutosi il 24 febbraio 1828.[14]